# Heinemann (braunschweigisches Adelsgeschlecht)

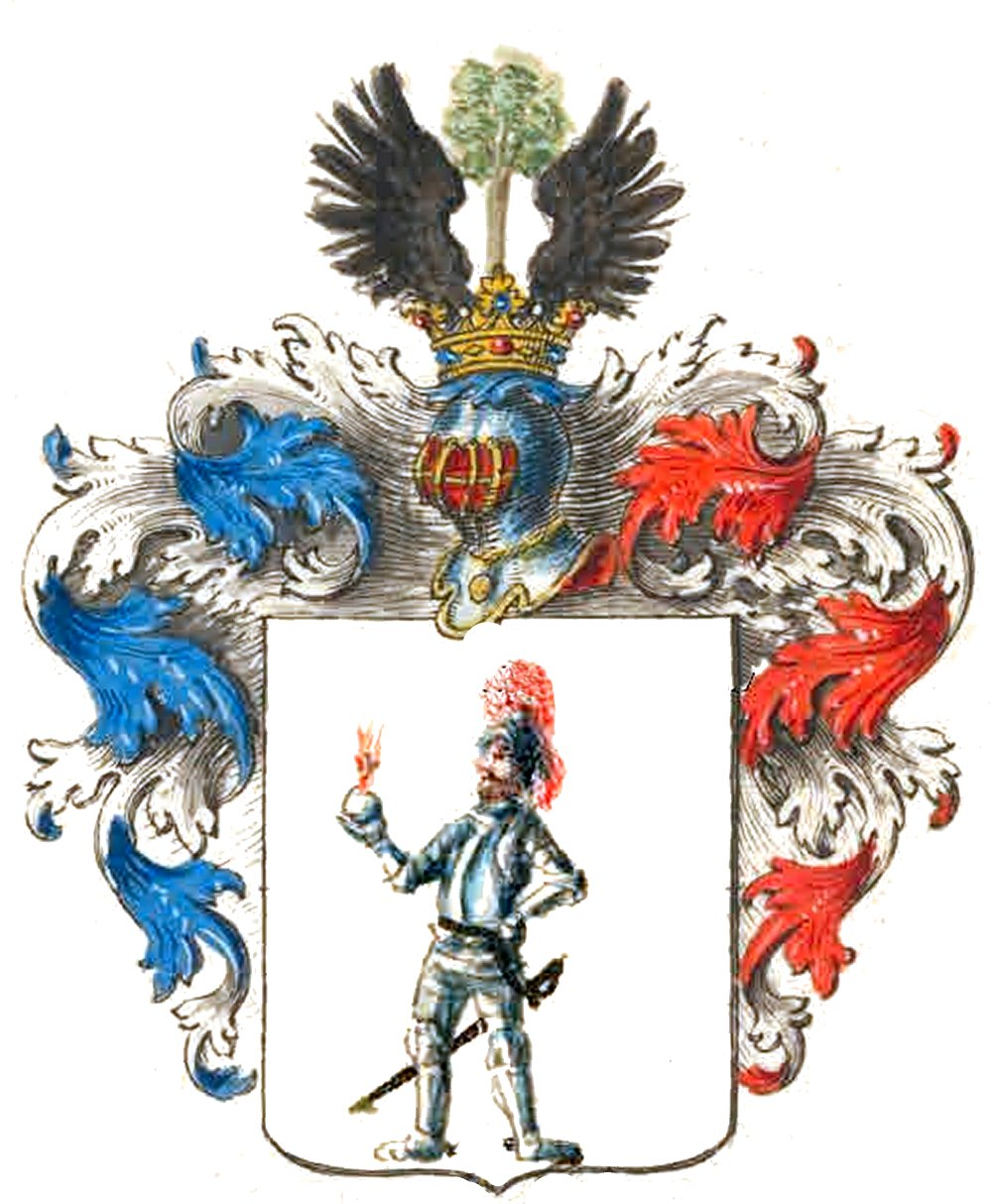
Wappen derer von Heinemann (1781)

Heinemann ist der Name einer 1781 in den Reichsadelstand erhobenen braunschweigischen Familie. 
Es besteht weder Stamm- noch Wappenverwandschaft mit dem gleichnamigen, in der historischen Literatur häufig vermengten und 1710 ausgegangenen magdeburgischen Geschlecht Heinemann. Auch ist keine Stammverwandtschaft zum alten Aachener Ratsgeschlecht Heinemann von Breidenich gegeben.

## Geschichte
Die Stammreihe der Offiziersfamilie beginnt mit braunschweigischen Oberst Johann Kasper Peter Heinemann († 1774). Sein Sohn, der nachmalige braunschweigische Oberstleutnant und Chef der Artillerie-Bataillons Ernst Christoph Heinemann (1734–1785), wurde am 2. November 1781 in Wien in den Reichsadelstand erhoben.

## Wappen

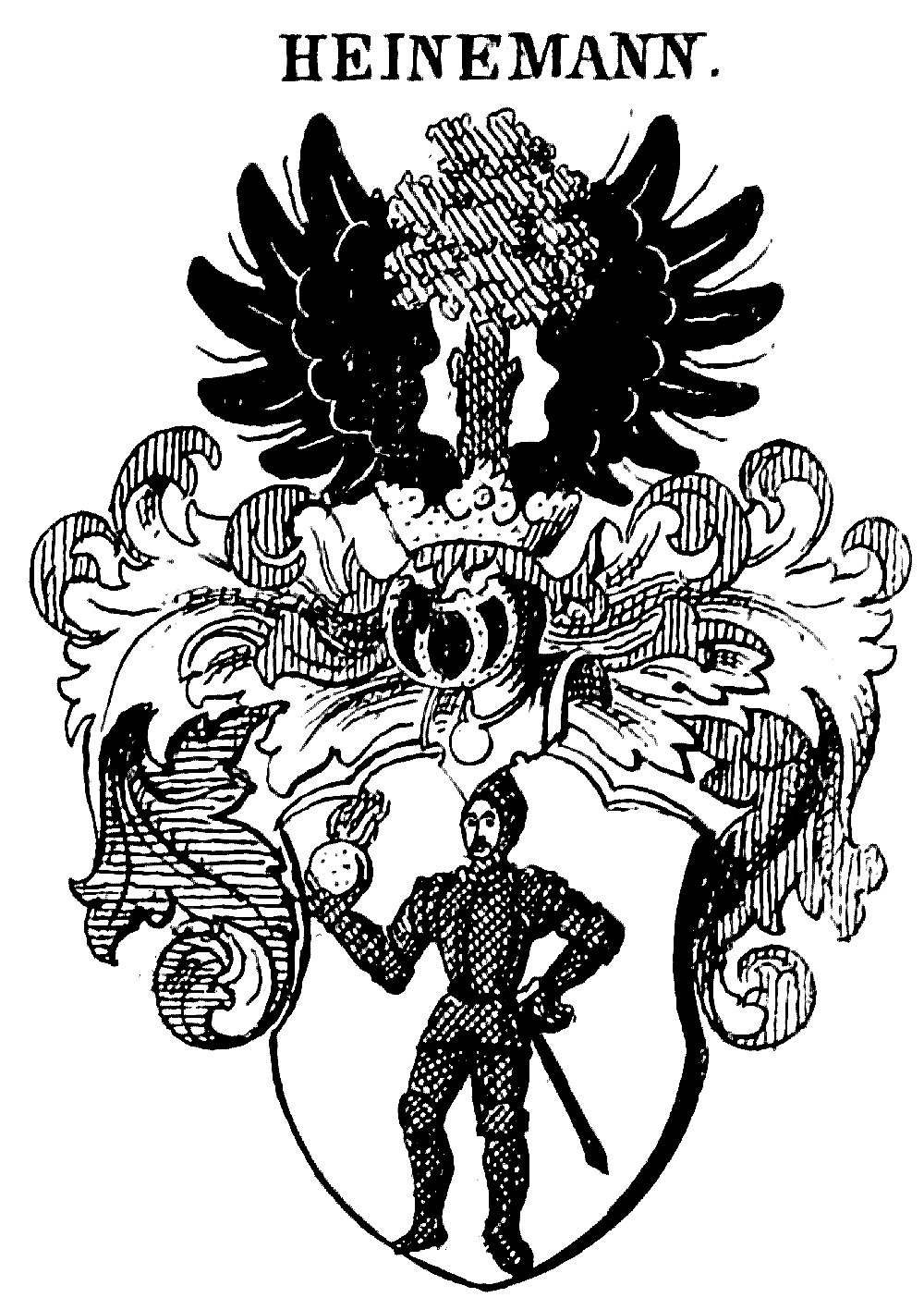
Wappen derer von Heinemann in Siebmachers Wappenbüchern

Das Wappen (1781) zeigt in Silber einen Geharnischten, im Helm mit roten Federn, der in der Rechten eine Granate hält und die Linke in die Hüfte stützt. Auf dem gekrönten Helm mit rechts blau-silbernen und links rot-silbernen Decken ein natürlicher Baum zwischen einem offenen schwarzen Flug.

## Bekannte Angehörige
- Hermann von Heinemann (1812–1871), deutscher Entomologe
- Alexander von Heinemann (1813–1884), deutscher Generalmajor
- Ferdinand von Heinemann (1818–1881), deutscher Pädagoge, Dichter und Politiker
- Margarete von Heinemann (1856–1939), deutsche Landschaftsmalerin und Äbtissin
- Werner von Heinemann (1856–1921), deutscher Generalmajor[2]
- Walter von Heinemann (1858–1928), deutscher General der Infanterie
- Lothar von Heinemann (1859–1901), deutscher Historiker
- Albrecht von Heinemann (1903–1962), deutscher Buchhändler, Journalist und Schriftsteller
- Lothar von Heinemann (1905–1997), deutscher Generalmajor
- Adolf von Heinemann (1820–1906), deutscher Generalmajor
- Otto von Heinemann (1824–1904), deutscher Historiker und Bibliothekar